# Espadarana
Espadarana é um gênero de anfíbios da família Centrolenidae.
As seguintes espécies são reconhecidas:
- Espadarana andina (Rivero, 1968)
- Espadarana audax (Lynch & Duellman, 1973)
- Espadarana callistomma (Guayasamin & Trueb, 2007)
- Espadarana durrellorum (Cisneros-Heredia, 2007)
- Espadarana prosoblepon (Boettger, 1892)